# Masters of the Martial Arts Presented by Wesley Snipes
Masters of the Martial Arts Presented by Wesley Snipes es una película del género documental de 1998, dirigida por Joe Perota y Michael Williams, escrita por Norman J. Grossfeld y Kathy Pilon, musicalizada por Randy Lee, los protagonistas son Wesley Snipes, David Carradine y Jackie Chan, entre otros. El filme se estrenó el 18 de agosto de 1998.

## Sinopsis
Este fue un acontecimiento único que exhibió verdaderamente lo que estaba pasando en la etapa de las películas de acción. Jhoon Rhee se encontraba ahí realizando 100 flexiones en 60 segundos. Ocurrió en Harlem, había muchos satisfechos kyokushin negros de la vieja escuela, maestros de kung-fu y varios proxenetas con uniformes de ese arte marcial.